# Aphyllophoromycetidae
Ce taxon est aujourd'hui obsolète.
Classe
Sous-classe
Les Aphyllophoromycetidae sont une ancienne sous-classe de champignons à hyménophore non lamellé, comme les hydnes, les polypores ou les chanterelles.

## Liste des ordres
Cette sous-classe comportait trois ordres :

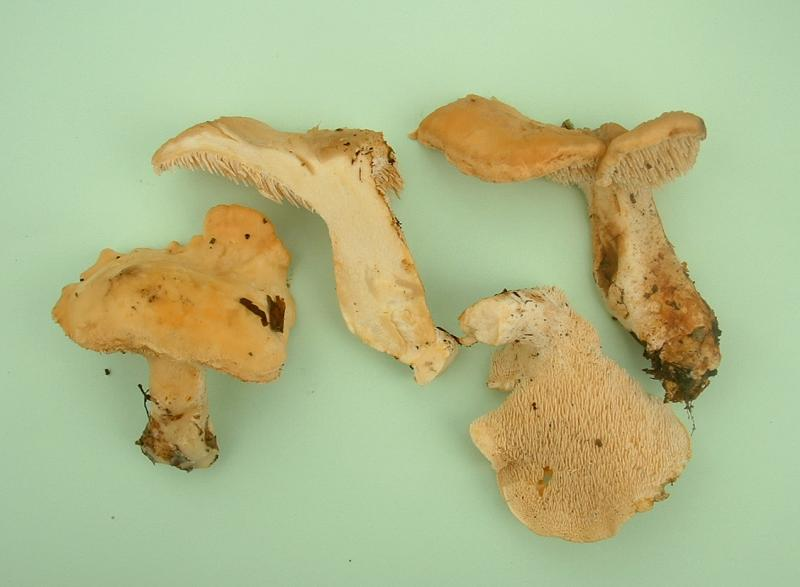
Pied de mouton (Hydnum repandum).

- Aphyllophorales
- Polyporales
- Hymenochaetales